# 八团乡
八团乡，是中华人民共和国湖南省株洲市茶陵县下辖的一个乡镇级行政单位。

## 行政区划
八团乡下辖以下地区：
白石村、卧龙村、沛江村、大英村、小英村、东黄村、东坪村、石鼓村、向阳村、大垅村、大坪村、麦庄村、梯垅村和江东村。